# Distrito electoral federal 5 de Oaxaca
El V Distrito Electoral Federal de Oaxaca es uno de los 300 distritos electorales en los que se encuentra dividido el territorio de México para la elección de diputados federales y uno de los 10 en los que se divide el estado de Oaxaca. Su cabecera es la ciudad y puerto de Salina Cruz y actualmente cuenta con 229,838 ciudadanos en la lista nominal y 238,324 en el padrón electoral (abril, 2015).
El Quinto Distrito Electoral de Oaxaca se localiza en el zona sureste del estado de Oaxaca, en parte del Istmo de Tehuantepec y lo integran los municipios de Asunción Ixtaltepec, Asunción Tlacolulita, Ciudad Ixtepec, El Barrio de la Soledad, Guevea de Humboldt, Magdalena Tequisistlán, Magdalena Tlacotepec, Salina Cruz, San Blas Atempa, San Juan Ozolotepec, San Mateo del Mar, San Miguel Tenango, San Pedro Comitancillo, San Pedro Huamelula, San Pedro Huilotepec, Santa María Guienagati, Santa María Jalapa del Marqués, Santa María Mixtequilla, Santa María Totolapilla, Santa María Xadani, Santiago Astata, Santiago Ixcuintepec, Santiago Lachiguiri, Santiago Laollaga, Santo Domingo Chihuitán, Santo Domingo Petapa y Santo Domingo Tehuantepec.

## Diputados por el distrito
| Legislatura   | Periodo     | Diputado                          | Grupo parlamentario                  |
| ------------- | ----------- | --------------------------------- | ------------------------------------ |
| I             | 1857 - 1861 |                                   |                                      |
| II            | 1861 - 1862 |                                   |                                      |
| III           | 1862 - 1863 |                                   |                                      |
| IV            | 1867 - 1868 |                                   |                                      |
| V             | 1869 - 1871 |                                   |                                      |
| VI            | 1871 - 1873 |                                   |                                      |
| VII           | 1873 - 1875 |                                   |                                      |
| VIII          | 1875 - 1878 |                                   |                                      |
| IX            | 1878 - 1880 |                                   |                                      |
| X             | 1880 - 1882 |                                   |                                      |
| XI            | 1882 - 1884 |                                   |                                      |
| XII           | 1884 - 1886 |                                   |                                      |
| XIII          | 1886 - 1887 |                                   |                                      |
| XIV           | 1888 - 1890 |                                   |                                      |
| XV            | 1890 - 1892 |                                   |                                      |
| XVI           | 1892 - 1894 |                                   |                                      |
| XVII          | 1894 - 1896 |                                   |                                      |
| XVIII         | 1896 - 1898 |                                   |                                      |
| XIX           | 1898 - 1900 |                                   |                                      |
| XX            | 1900 - 1902 |                                   |                                      |
| XXI           | 1902 - 1904 |                                   |                                      |
| XXII          | 1904 - 1906 |                                   |                                      |
| XXIII         | 1906 - 1908 |                                   |                                      |
| XXIV          | 1908 - 1910 |                                   |                                      |
| XXV           | 1910 - 1912 |                                   |                                      |
| XXVI          | 1912 - 1914 |                                   |                                      |
| Constituyente | 1916 - 1917 | No se eligió diputado             |                                      |
| XXVII         | 1917 - 1918 | Manuel Rueda Magro                |                                      |
| XXVIII        | 1918 - 1920 |                                   |                                      |
| XXIX          | 1920 - 1922 |                                   |                                      |
| XXX           | 1922 - 1924 | Joaquín Ogarrio Meixueiro         |                                      |
| XXXI          | 1924 - 1926 |                                   |                                      |
| XXXII         | 1926 - 1928 |                                   |                                      |
| XXXIII        | 1928 - 1930 | Jorge Meixueiro                   |                                      |
| XXXIV         | 1930 - 1932 |                                   |                                      |
| XXXV          | 1932 - 1934 |                                   |                                      |
| XXXVI         | 1934 - 1937 |                                   |                                      |
| XXXVII        | 1937 - 1940 |                                   |                                      |
| XXXVIII       | 1940 - 1943 |                                   |                                      |
| XXXIX         | 1943 - 1946 |                                   |                                      |
| XL            | 1946 - 1949 |                                   |                                      |
| XLI           | 1949 - 1952 |                                   |                                      |
| XLII          | 1952 - 1955 |                                   |                                      |
| XLIII         | 1955 - 1958 |                                   |                                      |
| XLIV          | 1958 - 1961 | Bulmaro Antonio Rueda Martínez    | Partido Revolucionario Institucional |
| XLV           | 1961 - 1964 |                                   |                                      |
| XLVI          | 1964 - 1965 | Justina Vasconcelos de Berges     | Partido Revolucionario Institucional |
| XLVII         | 1967 - 1970 | Diódoro Carrasco Palacios         | Partido Revolucionario Institucional |
| XLVIII        | 1970 - 1973 | Francisco Rosado Lobo             | Partido Revolucionario Institucional |
| XLIX          | 1973 - 1976 | Diódoro Carrasco Palacios         | Partido Revolucionario Institucional |
| L             | 1976 - 1979 | Luis Candelario Jiménez Sosa      | Partido Revolucionario Institucional |
| LI            | 1979 - 1982 | Genoveva Medina Esteva            | Partido Revolucionario Institucional |
| LII           | 1982 - 1985 | Luis Martínez Fernández del Campo | Partido Revolucionario Institucional |
| LIII          | 1985 - 1988 | Rodolfo Linares González          | Partido Revolucionario Institucional |
| LIV           | 1988 - 1991 | Diódoro Carrasco Palacios         | Partido Revolucionario Institucional |
| LV            | 1991 - 1994 | Armando David Palacios García     | Partido Revolucionario Institucional |
| LVI           | 1994 - 1997 | Virginia Hernández Hernández      | Partido Revolucionario Institucional |
| LVII          | 1997 - 2000 | José Antonio Estefan Garfias      | Partido Revolucionario Institucional |
| LVIII         | 2000 - 2003 | Edith Escobar Camacho             | Partido Revolucionario Institucional |
| LIX           | 2003 - 2006 | Sofía Castro Ríos                 | Partido Revolucionario Institucional |
| LX            | 2006 - 2009 | Carlos Altamirano Toledo          | Partido de la Revolución Democrática |
| LXI           | 2009 - 2012 | Sofía Castro Ríos                 | Partido Revolucionario Institucional |
| LXII          | 2012 - 2015 | Carol Antonio Altamirano          | Partido de la Revolución Democrática |
| LXIII         | 2015 - 2018 | José Antonio Estefan Garfias      | Partido de la Revolución Democrática |
| LXIV          | 2018 - 2021 | Carol Antonio Altamirano          | Movimiento Regeneración Nacional     |
| LXV           | 2021 - 2024 | Carol Antonio Altamirano          | Movimiento Regeneración Nacional     |
| LXVI          | 2024 - 2027 | Carol Antonio Altamirano          | Movimiento Regeneración Nacional     |

### 2009
|  | 27.84 % |

|  | 41.04 % |

|  | 16.07 % |

|  | 3.41 % |

|  | 2.00 % |

|  | 0.05 % |

|  | 2.66 % |

|  | 100.00 % |

### 2012
|  | 12.75 % |

|  | 28.02 % |

|  | 37.58 % |

|  | 1.71 % |

|  | 0.03 % |

|  | 5.58 % |

|  | 100.00 % |

### 2015
|  | 3.76 % |

|  | 24.97 % |

|  | 28.85 % |

|  | 1.59 % |

|  | 0.06 % |

|  | 4.51 % |

|  | 100.00 % |